# Diplotaxis corvina
Diplotaxis corvina är en skalbaggsart som beskrevs av Leconte 1856. Diplotaxis corvina ingår i släktet Diplotaxis och familjen Melolonthidae. Inga underarter finns listade i Catalogue of Life.